# Alona Omielczenko
Alona Omielczenko (ur. 19 czerwca 1989) – kazachska siatkarka, grająca jako środkowa. Obecnie występuje w drużynie Żetysu.